# (32006) Hallisey
(32006) Hallisey est un astéroïde de la ceinture principale.

## Description
(32006) Hallisey est un astéroïde de la ceinture principale. Il fut découvert le 29 avril 2000 à Socorro (Nouveau-Mexique) par le projet LINEAR. Il présente une orbite caractérisée par un demi-grand axe de 2,34 UA, une excentricité de 0,11 et une inclinaison de 6,3° par rapport à l'écliptique.

## Compléments